# Sphaerodactylus pacificus
Sphaerodactylus pacificus — вид геконоподібних ящірок родини Sphaerodactylidae. Ендемік Коста-Рики.

## Поширення і екологія
Sphaerodactylus pacificus є ендеміками острова Кокос, розташованого в Тихому океані. Вони живуть в лісовій підстилці вологих тропічних лісів, переважно в прибережних районах. Відкладають яйця.